# Sanfins (Chaves)
Sanfins é uma povoação portuguesa sede da Freguesia de Sanfins do Município de Chaves, freguesia com 17,69 km2 de área e 200 habitantes (censo de 2021), tendo, por isso, uma densidade populacional de 11,3 hab./km².

## História
A freguesia de Sanfins pertenceu ao concelho de Monforte de Rio Livre até à sua extinção em 31 de Dezembro de 1853; a partir daí passou a integrar o concelho (atual município) de Chaves.
A freguesia é composta por cinco aldeias ou lugares: Santa Cruz da Castanheira, Sanfins, Polide, Mosteiro da Castanheira e Parada. Faz fronteira com as freguesias de Cimo de Vila da Castanheira, São Vicente e os Municípios de Vinhais e Valpaços (Lebução e Bouçoães).
Ainda na freguesia, nos seus limites com o Município de Vinhais, passa o rio Mente, encaixado num fabuloso precipício, que depois irá desaguar no rio Rabaçal, depois no rio Tua, afluente do rio Douro. Junto ao rio há um lugar conhecido por São Gonçalo. Aí as pessoas desfrutam do rio e de tardes de boémia bem passadas.
Como em todas as terras tipicamente transmontanas, ainda se pode saborear o fumeiro genuíno, a simpatia, a beleza das paisagens.
A maior parte dos filhos da terra está emigrada em França ou nos grandes núcleos urbanos portugueses, mas em agosto a população quintuplica.

## Demografia
A população registada nos censos foi:
| Distribuição da População por Grupos Etários | Distribuição da População por Grupos Etários | Distribuição da População por Grupos Etários | Distribuição da População por Grupos Etários | Distribuição da População por Grupos Etários |
| -------------------------------------------- | -------------------------------------------- | -------------------------------------------- | -------------------------------------------- | -------------------------------------------- |
| Ano                                          | 0-14 Anos                                    | 15-24 Anos                                   | 25-64 Anos                                   | > 65 Anos                                    |
| 2001                                         | 34                                           | 37                                           | 147                                          | 90                                           |
| 2011                                         | 21                                           | 18                                           | 106                                          | 91                                           |
| 2021                                         | 5                                            | 14                                           | 80                                           | 101                                          |